# شريعة بالي

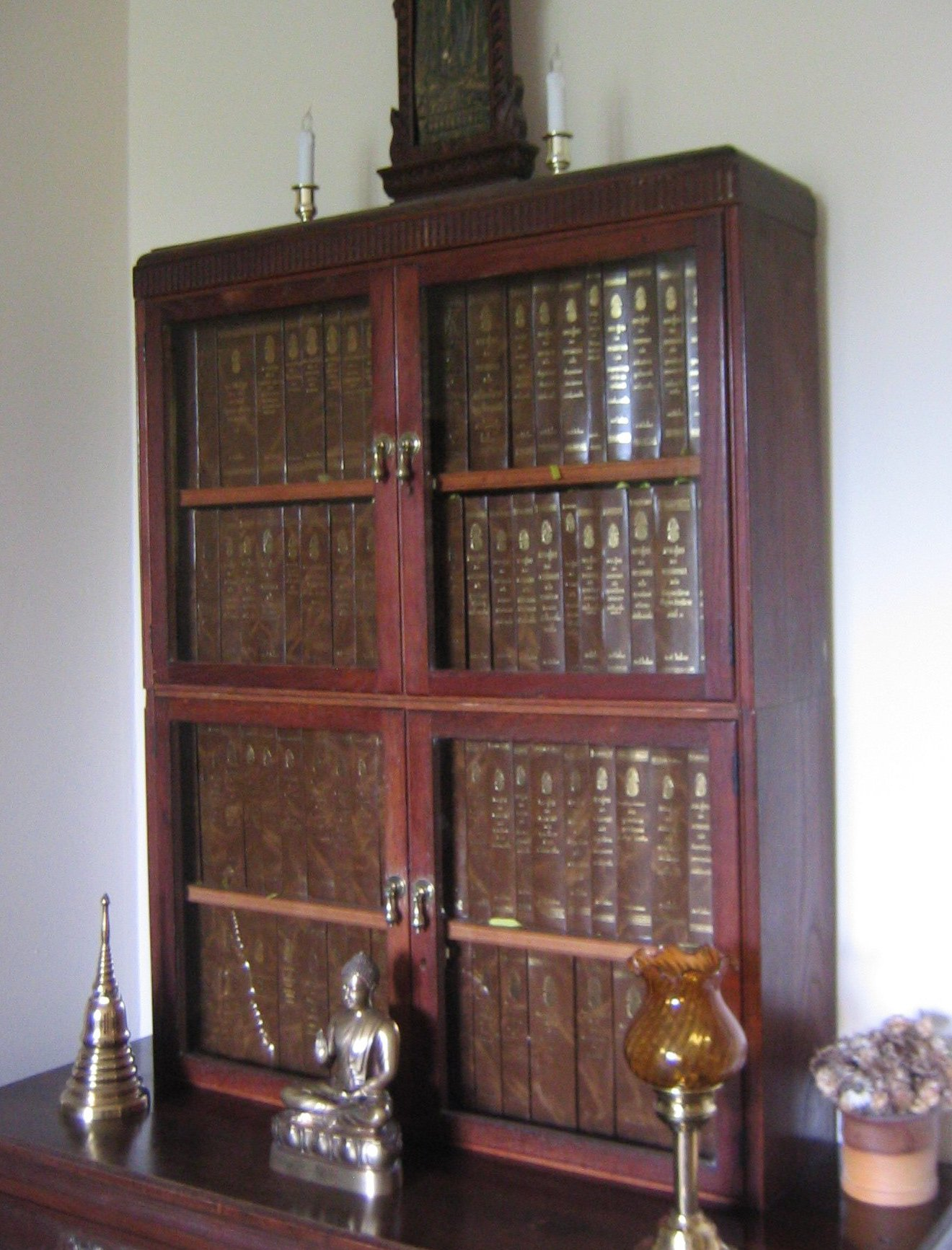
الطبعة التايلندية من شريعة بالي

شريعة بالي وتعرف أيضًا بـ«تيبيتاكا» في اللغة البالية هي مجموعة قواعد الكتاب المقدس الخاص بـ تيرافادا المذهب البوذي. وهي الشريعة الأكثر اكتمالًا الموجودة منذ البوذية القديمة. وتم تأليفها في شمال الهند وتناقلوها شفاهةً وتمت كتابتها في سريلانكا أثناء سلطة المجلس البوذي الرابع عام 29 قبل الميلاد، أي بعد وفاة غوتاما بودا بنحو أربعمائة وأربعة وخمسين عامًا.
طبعت الشريعة البوذية الصينية لأول مرة كاملةً على يد القوة الاستعمارية في الصين عام 868 قبل الميلاد.
وتُصنف شريعة بالي في ثلاث فئات عامة، تُسمى الفئة «بيتاكا» (من اللغة البالية piṭaka وتعني «سلة»). ولهذا السبب، فإنها عادةً ما تُعرف بـ Tipiṭaka (في اللغة السنسكريتية: «السلال الثلاث»). والبيتاكات الثلاثة كما يلي:
1. فينايا بيتاكا («سلة الانضباط») وتتضمن القواعد التي تسري على الرهبان والراهبات
2. سوتا بيتاكا (سلة الأقوال)، والحديث، أكثرها يرجع إلى بوذا ويوجد بعضٌ منها يرجع إلى أتباعه
3. أبيهضاما بيتاكا توصف أحيانًا على أنها فلسفة وأحيانًا على أنهاعلم النفس أو عن ما وراء الطبيعة، إلخ.

وتتشابه سلتي الانضباط والأقوال إلى حد كبير بأعمال أخرى من المدارس الأولى لتعليم البوذية. والأبيهضاما بيتاكا (The Abhidhamma Pitaka) تنتمي إلى مجموعة تيرافادا (Theravada) انتماءً شديدًا والقليل منها يشترك مع أعمال أبيهضاما أنتجتها مدارس بوذية أخرى.